# دجاج رومي
الدَّجَاجُ الرُّومِيُّ أو الحَبَش أو الفُسَيْفِس أو البِيبِي (ذكره: ديك رومي؛ أنثاه: دجاجة رومية) هو جنس من الطيور التي تربى لأجل لحومها البيضاء. موطنه الأصلي قارتا أمريكا. وهو نوعان: الديك الرومي البري وموطنه شرق ووسط أمريكا الشمالية والديك الرومي ذو العينين وموطنه شبه جزيرة يوكاتان. للذكور من كلا النوعين نتوء يتدلى من أعلى المنقار (يسمى سنود). الديك الرومي من بين أكبر طيور جنسها. كما هو حال العديد من الدجاجيات، يكون الذكر أكبر من الأنثى وريشه أكثر تلوّناً من ريشها.
تطورت الديوك الرومية الأولى في أمريكا الشمالية منذ أكثر من 20 مليون عاماً، وهي تشترك مع الطيهوج والدراج وطيور أخرى بأن لها سلف واحد. يطير الديك الرومي لمسافات قصيرة.

## السلالات
تنقسم سلالات الرومي تبعا لأوزانها إلى ثلاثة أقسام

### السلالات الخفيفة
حيث يصل وزن الديك في عمر 13 أسبوع إلى 4,9 كجم والأنثى إلى 3,8 كجم – عندما تصل هذه الأنواع إلى عمر البلوغ الجنسي يكون متوسط وزن الذكور متراوحا بين 8 – 11 كجم والإناث من 5-6 كجم هذه السلالات تربي لإنتاج بداري التسويق في عمر مبكر من تسعة إلى أثنى عشر أسبوع وتتميز هذه الطيور بإنتاجها العالي من البيض حيث تنتج الأنثى البالغة 100 – 130 بيضة سنويا ومن أهم السلالات الخفيفة الرومي البرونزي والبلتسفيل الأبيض.
البلتسفيل الأبيض الصغير: هو أقل بالحجم من الكبير عريض الصدر الأبيض وهو يشبهه كثيراً.
البرونز الأمريكي : هو من أمريكا وحجمه كبير ولون ريش جسمه ورقبته أسود لامع وريش مؤخرته به شريط أبيض وريش جناحه مقلم أسود وأبيض.
الهولندي الأبيض :هو من هولندا لونه أبيض ولون أرجله بنفسجي فاتح وجلده أبيض مصفر.
البربون الأحمر : هو من فرنسا ولون ريشه بني محمر وريش ذيله أبيض.
سلالات الرومي في مصر :
البلدي: ينحدر هذا النوع من الطيور الأمريكية. هو متعدد الألوان وأغلبه أسود أو رمادي كذلك يوجد منه أبيض ومتوسط الوزن الذكر 6 كجم و الأنثى 4 كجم.

### السلالات متوسطة الوزن
وهذه السلالات تعتبر في صفاتها الإنتاجية وسطا بين السلالات الخفيفة والثقيلة – يصل وزن الذكر عند عمر 13 أسبوع إلى 5 كجم والأنثى 4 كجم وعند البلوغ يكون وزن الذكر قد وصل إلى 14-16 كجم والأنثى 7 - 9 كجم والعمر الاقتصادي لتسمين وذبح هذه السلالات هو 14 أسبوعا بالنسبة للإناث و 16 إسبوعا بالنسبة للذكور ولا ينصح بتسمين هذه السلالات لعمر أكثر من 20 أسبوع حيث تنخفض الكفاءة التحويلية للغذاء وتصبح التربية غير اقتصادية ومن أهم سلالات هذا القسم الهولاندي الأبيض والنيكولاس والروس والاستدوار وهي سلالات بيضاء اللون إما السلالات ذات الريش الأسود فهي البرونزي الأمريكي والنورفوس الأسود.

### السلالات ثقيلة الوزن
ويصل وزن هذه السلالات عند عمر 12 أسبوع 6- 5 كجم وأنثاه 4 كجم إلا أن وزن الذكر البالغ يصل إلى وزن 20-22 كجم وأنثاه 8-10 كجم وتربي سلالات هذا القسم إذا كان المطلوب إنتاج طيور ذات أوزان كبيرة تصلح للفنادق والمطاعم أو لبعض المناسبات التي تتطلب تقديم الرومي كوجبة أساسية. وتربية الأنواع الثقيلة يعتبر أكثر اقتصادية من الأنواع الخفيفة وذلك لانخفاض معامل التحويل الغذائي للأنواع الثقيلة يمكن تسمينها حتى عمر20-24 أسبوع حيث يصل وزن الديك حوالي 13 كجم أما الإناث فتربي حتى عمر 18-20 أسبوع ليصل وزنها إلى 13 كجم.
وأهم السلالات ثقيلة الوزن هي البرونزي عريض الصدر وهي سلالات ذات لون ريش أسود أما السلالات ذات الريش الأبيض فأهمها النيكولاس والروسي ماكسي والاستدوار 66 والبراندماثيوس والسلالات الإنجليزية.
البرونزي عريض الصدر:هو يشبه النوع الأصلي (البرونزي) المنقرض أطراف ريشه لونها أصفر برتقالي. ريش ذيله وظهره وأفخاذه مفتقرة للأصفر البرونزي لون ريشه أسود وأطراف الإناث بيضاء اللون وريش الصدر ذا لون أسود.وهذا النوع أنتج بسبب تهجين طيور أوروبية جلبت من إنجلترا مع طيور برية فأنتجت هذه العملية طائراً أكبر وأقوى من الرومي الأوروبي وأليف أكثر من الرومي البري.
الكبير الأبيض العريض الصدر: نتج هذا النوع بسبب الخلط بين البرونز عريض الصدر والهولندي الأبيض ومن الممكن تسويقه من 23 إلى 30 أسبوعاً.

## أمراضه
للدجاج الرومي أنواع للامراض وهي:
1_الأمراض البكتيرية
2_الأمراض الفيروسية
3_الأمراض الفطرية
4_الأمراض الطفيلية
الأمراض البكتيرية:
1_مرض الأكياس الهوائية(chronic respiratory disease ).
2_الكوليرا (fowl cholera).
3_الجمرة الخبيثة (الايريسيبلس) (erysipelothrix).
4_تيفوئيد الطيور (salmonellosis).
5_مرض تورم الجيوب الأنفية (infections sin usitis of turkeys).
6_مرض التهاب المفاصل المعدي (infections synovitisc,arthritis).
الأمراض الفيروسية:
1_مرض التهاب المعاء النزفي (haeemorrhasgis enteritis).
2_جدري الطيور (avian pox).
3_ مرض النيو كاسل (new castle disease.)
الأمراض الفطرية:
وتسببها مجموعة متخصصة من الفطريات وتشمل :
- عدوى الحوصلة (candidiasis)
- عدوى الثرش (thrush)
- عدوى الأسبرجلوزس (aspergillosis)

الأمراض الطفيليلة:
1_مرض الرأس السوداء (black head disease )
2_الكوكسيديا (cocccidiosisi)
الطفيليات الداخلية:مثل الديدان الشريطية والديدان المستديرة والأعورية و كذلك ديدان الحوصلة.
الطفيليات الخارجية:مثل القمل القارص وفاش الدجاج والريش وكذلك برغوث الرومي